# Peggy Nadramia
Peggy Nomeupau Nadramia is een Amerikaanse schrijfster en High Priestess van de Church of Satan. Binnen de kerk wenst ze aangesproken te worden met Magistra Nadramia.
Ze is op 30 april 2002 door Blanche Barton benoemd tot High Priestess. Voordat ze High Priestess werd, was ze voorzitter van de Council of Nine.

## Biografie
Peggy Nadramia is geboren in New York en groeide op in Hell's Kitchen. Op school ontmoette ze de Amerikaanse schrijver en highpriest of de Church of Satan Peter H. Gilmore. Hij liet haar kennismaken met de Satanic Bible. Vanaf dat moment noemde ze zichzelf Satanist. Sinds dat ze van school af kwam heeft ze een relatie met Peter H. Gilmore. In 1980 zijn ze getrouwd volgens de regels van de Church of Satan.
Samen met Peter H. Gilmore richtte ze in 1985 de Satanistische krant Grue op, die nog steeds bestaat.